# No te quiero nada
No te quiero nada è un singolo del gruppo musicale statunitense Ha*Ash, pubblicato il 8 luglio 2008 come primo singolo dal terzo album in studio Habitación doble. Il brano è stato anche estratto come unico singolo (No te quiero nada) nel settembre 2015 dal primo album dal vivo Primera fila: Hecho realidad.

## La canzone e video musicale
La traccia è stata scritta da Áureo Baqueiro ed è stata pubblicata l'8 luglio 2008. Il video è stato girato a Città del Messico ed è stato pubblicato su YouTube il 25 ottobre 2009. Il video ha raggiunto 88 milioni di visualizzazioni su Vevo.

### En vivo versione
Il video è stato girato sotto forma di esibizione dal vivo dall'album En Vivo (2019). Il video è stato girato all'Auditorio Nacional, Città del Messico (Messico). È stato pubblicato su YouTube il 6 dicembre 2019.

## Tracce
Download digitale
1. No te quiero nada – 3:17 (Áureo Baqueiro)

## Formazione
- Ashley Grace – voce, chitarra
- Hanna Nicole – voce, chitarra
- Áureo Baqueiro – composizione, programmazione, produzione
- Ricardo Calderón – Registrazione

## Classifiche
| Classifica (2008)                      | Posizione massima |
| -------------------------------------- | ----------------- |
| Spagna (Spanish Charts)                | 50                |
| Messico (Monitor Latino)               | 1                 |
| Stati Uniti Latin Airplay(billboard)   | 17                |
| Stati Uniti Latin Pop Songs(billboard) | 35                |
| Stati Uniti US Hot Latin (billboard)   | 36                |

## Premi
| Anno | Cerimonia                    | Premio                | Esito           |
| ---- | ---------------------------- | --------------------- | --------------- |
| 2009 | ASCAP                        | Hit dell'anno         | Vincitore/trice |
| 2009 | Premios Dial                 | Il migliore in Spagna | Vincitore/trice |
| 2009 | Billboard Latin Music Awards | Hit dell'anno         | Candidato/a     |